# Naachtun
Naachtun est un site archéologique de la civilisation maya pré-colombienne, situé à la périphérie nord-est de la région du bassin du Mirador (es) dans les basses terres du Sud maya, de nos jours dans le département du Petén, dans le Nord du Guatemala. Naachtun était un centre important de la région à l'époque préclassique et a été l'un des rares centres préclassiques du bassin du Mirador qui ait continué à prospérer dans la période classique suivante.
Situé dans l'une des zones les plus éloignées des habitats contemporains, le site a été redécouvert et étudié en 1922 par l'archéologue américain spécialiste des mayas Sylvanus Morley. Le nom Naachtun a été donné au site par Morley, tiré d'un terme maya signifiant « pierres lointaines », pour signaler son éloignement. Son ancien nom était Masuul, et il était situé au milieu des villes mayas de l'époque classique. Le site est étudié par l'université de Calgary en 2004 et en 2005, sous la direction de Kathryn Reese-Taylor, où les scientifiques ont montré que le site a servi de lien entre les villes de Tikal et Calakmul, qui étaient les superpuissances à l'époque classique. Dans les guerres constantes qu'elles se faisaient, Masuul était peut-être utilisé comme un « lieu de discussion neutre ». Une stèle sculptée avec une représentation de la « Dame de Tikal » y a été récemment trouvée. Le site est assez grand, avec plusieurs temples pyramidaux (dont un de 40 mètres de haut) et une acropole, reliés par des sacbés (des chemins revêtus d'un mortier calcaire), ainsi que deux terrains pour le jeu de balle mésoaméricain.
Abandonnée vers l'an 900 de notre ère, la cité a été recouverte par la forêt tropicale.
Des fouilles sont effectuées depuis 2011 par une équipe française dirigée par Philippe Nondédéo et Dominique Michelet, chercheurs au laboratoire d'archéologie des Amériques du CNRS,.

## Documentaire
- 2016 : Naachtun la cité Maya oubliée, réalisé par Stéphane Bégoin